# Frintaneum
Das Frintaneum oder Augustineum hieß eigentlich K. u. K. höheres Weltpriesterbildungsinstitut zum hl. Augustin und war eine Bildungsanstalt für Weltpriester in Wien.

## Geschichte
Das Priesterseminar wurde 1816 auf Anregung des Hof- und Burgpfarrers Jakob Frint von Kaiser Franz I. gestiftet. Anlass dafür war nicht zuletzt der Erwerb neuer Gebiete, in denen es bis dahin keine Priesterausbildung nach den aufgeklärten Standards der Habsburgermonarchie gegeben hatte (Lombardei, Venetien, Dalmatien, Galizien). Nachdem die von Kaiser Joseph II. eingerichteten Generalseminare am anhaltenden Widerstand der Bischöfe gescheitert waren, eine höhere theologische Ausbildung in Rom weiterhin nicht im Interesse des politischen Establishments war und die diözesanen Hochschulen nur selten das gewünschte Bildungsniveau gewährleisteten, bildete diese quasi kaiserliche Theologische Akademie in Wien eine für alle Seiten akzeptables Modell. Als seine gleichwertige zweite Säule neben der fachlichen Ausbildung betrachtete Frint die priesterliche „Herzensbildung“ im Sinne des bayerischen Seminarreformers Johann Michael Sailer. Die Anstalt fügte sich in eine Kette anderer Elite-bildender Einrichtungen, bei denen der Aspekt Loyalität ein zumindest ebenso wichtiges Element wie die fachliche Ausbildung darstellte (für Verwaltung, Militär, Diplomatie).
Die Organisation des Frintaneum war originell und effizient: Es unterstand weder der regulären staatlichen noch der kirchlichen Kontrolle, sondern war allein dem Monarchen zugeordnet. Geleitet wurde es ausschließlich von Klerikern der exemten Hof- und Burgpfarre. Diese bestand in der Regel aus einem Pfarrherrn, der nun zugleich als Obervorsteher des Kollegs amtierte, sowie aus bis zu sieben Kaplänen, von denen vier im Frintaneum als Studiendirektoren bzw. als Spiritualdirektor fungierten.
Das Kolleg hatte seinen Sitz im baulich düsteren ehemaligen Augustinerkloster nahe der Wiener Hofburg und ab 1914 in einem Neubau in der Habsburggasse. Die Priester wurden dem Kaiser von den jeweiligen Bischöfen vorgeschlagen. Zwischen 1816 und 1918 wurden auf diese Weise jeweils über 20 Jungpriester aus allen Ländern der Donaumonarchie für den höheren Kirchendienst fortgebildet (z. B. für die Lehre an kirchlichen Hochschulen, Aufgaben in den Verwaltungsstäben der Diözesen oder staatlichen Kirchenverwaltungen); viele von ihnen wurden später vom Kaiser bzw. König zu Bischöfen ernannt. So war z. B. Josip Juraj Strossmayer als Kaplan der Hof- und Burgpfarre auch Studiendirektor für Kirchengeschichte und Kirchenrecht am Frintaneum.
Das Frintaneum bot ein eigenes fachliches wie spirituelles Ausbildungsprogramm, das die Kollegsmitglieder auf ihren künftigen Dienst sowie auf die vier sogenannten strengen Prüfungen (Rigorosen) zum Erwerb des theologischen Doktorats an der Universität innerhalb von drei Jahren vorbereiten sollte. Darüber hinaus versahen sie liturgische Dienste in der Hofkapelle und in Schönbrunn, unterrichteten jugendliche Mitglieder der kaiserlichen Familie in Religion oder in Sprachen und halfen bei Bedarf in der Seelsorge an Landsleuten aus (z. B. Soldaten). Die Kollegsmitglieder trugen ein blauseidenes Zingulum und einen schwarzen Mantel. Mit diesem Institut sollte eine vom Collegium Germanicum in Rom unabhängige Ausbildung von Klerikern für höhere kirchliche Ämter erreicht werden. Insgesamt besuchten knapp 1200 Priester das Institut, das mit dem Ende der Monarchie 1918 zu bestehen aufhörte.

## Bekannte Absolventen
- Johann Csernoch (1852–1927), Primas von Ungarn
- Juraj Dobrila (1812–1882), Bischof von Poreč-Pula und Triest-Capodistria
- Johann Michael Häusle (1809–1867), Theologe
- Lajos Haynald (1816–1891), Erzbischof von Kalocsa, Kardinal
- Johann Rudolf Kutschker (1810–1881), Erzbischof von Wien
- Franz Xaver Nagl (1855–1913), Erzbischof von Wien
- Andreas Posch (1888–1971), Historiker und Theologe
- Franz Joseph Rudigier (1811–1884), Bischof von Linz
- Joseph Salzbacher (1790–1867), Wiener Domkustos und infulierter Prälat
- Josef Scheicher (1842–1924), Priester und Politiker
- Josef Scheiner (1798–1867), Theologe und Hochschullehrer
- Rudolf von Scherer (1845–1918), Lehrstuhlinhaber für Kirchenrecht (1876–1899 Universität Graz, 1899–1912 Universität Wien)
- Josef Sprinzl (1839–1898), Theologe und Hochschullehrer
- Josip Juraj Strossmayer (1815–1905), Bischof von Bosnien, Đakovo und Syrmien